# AirAsia X
AirAsia X — малайзійська бюджетна авіакомпанія зі штаб-квартирою в Сепангу (Селангор), що працює у сфері середньо- і далекомагістральних пасажирських перевезень. Є дочірнім підрозділом холдингу «AirAsia X Sdn. Bhd.» (раніше відомого, як «FlyAsianXpress Sdn. Bhd.»).
Повітряний флот авіакомпанії складається з 11 широкофюзеляжних літаків виробництва концерну Airbus, маршрутна мережа перевізника охоплює аеропорти країн Азії і Океанії.
Компанія котирується на Малазійській біржі : MYX: 5238
.
AirAsia X працює під франшизою найбільшого в Азії бюджетного перевізника AirAsia, що дозволяє істотно знижувати вартість авіаквитків за рахунок використання спільної системи продажу, схожих торгових марок, логотипів, ліврей літаків, форменого одягу співробітників і практично єдиного корпоративного стилю управління в кількох авіакомпаніях. AirAsia X також має тісні взаємини з авіахолдингом Virgin Group і канадською флагманською авіакомпанією Air Canada, які є одними з основних акціонерів азіатського перевізника.
У 2011 році керівництво AirAsia X оголосило про припинення з кінця березня 2012 року регулярних перевезень за європейськими напрямами і в аеропорти Індії у зв'язку з низкою формальних причин, головною з яких є поточна висока вартість авіаційного палива.

## Історія
Авіакомпанія AirAsia X була заснована в 2007 році малайзійським бізнесменом Тоні Фернандесом. 17 травня 2007 року Фернандес оголосив про запланований запуск регулярних рейсів з Малайзії в Австралію, особливо підкресливши при цьому, що замість популярного, але дорогого за вартістю обслуговування сіднейського аеропорту, компанія зосередиться на більш дешевих альтернативах таких, як аеропорт Мельбурн Авалон, аеропорт Вільямтаун в Ньюкаслі, аеропорт Голд-Кост і аеропорт Аделаїди. Попередня вартість авіаквитків на австралійському напрямку становила близько 800 малайзійських рінггітів (285 доларів США) і складалася з паливних витрат і податків.
10 серпня 2007 року авіакомпанія анонсувала відкриття свого першого регулярного рейсу з Куала-Лумпура в Голд-Кост, при цьому основний акцент в рекламній акції був зроблений на вартості квитка, що склав 50 малайзійських рінггітів (17 доларів США без податків і зборів або 1800 рінггітів (598 доларів США) разом з усіма податками, зборами та паливної окупністю.
У тому ж році AirAsia X повідомила про передачу 20% своїх акцій власнику авіаційного холдингу Virgin Group серу Річарду Бренсону з метою отримання партнерської допомоги від холдингу в організації далекомагістральних рейсів і придбанні нових лайнерів. Бренсон, у свою чергу, висловив упевненість в міцному діловому співробітництві між AirAsia X і Virgin Blue, включаючи і укладання в найближчому майбутньому код-шерінгової угоди між авіакомпаніями та договору на взаємне визнання програм заохочення часто літаючих пасажирів обох перевізників.
15 вересня 2007 року у міжнародний аеропорт Куала-Лумпур прибув перший літак AirAsia X, який отримав назву Semangat Sir Freddie («Дух сера Фредді») на честь автора моделі бюджетних комерційних перевезень сера Фредді Лейкера з компанії Skytrain.

### FlyAsianXpress

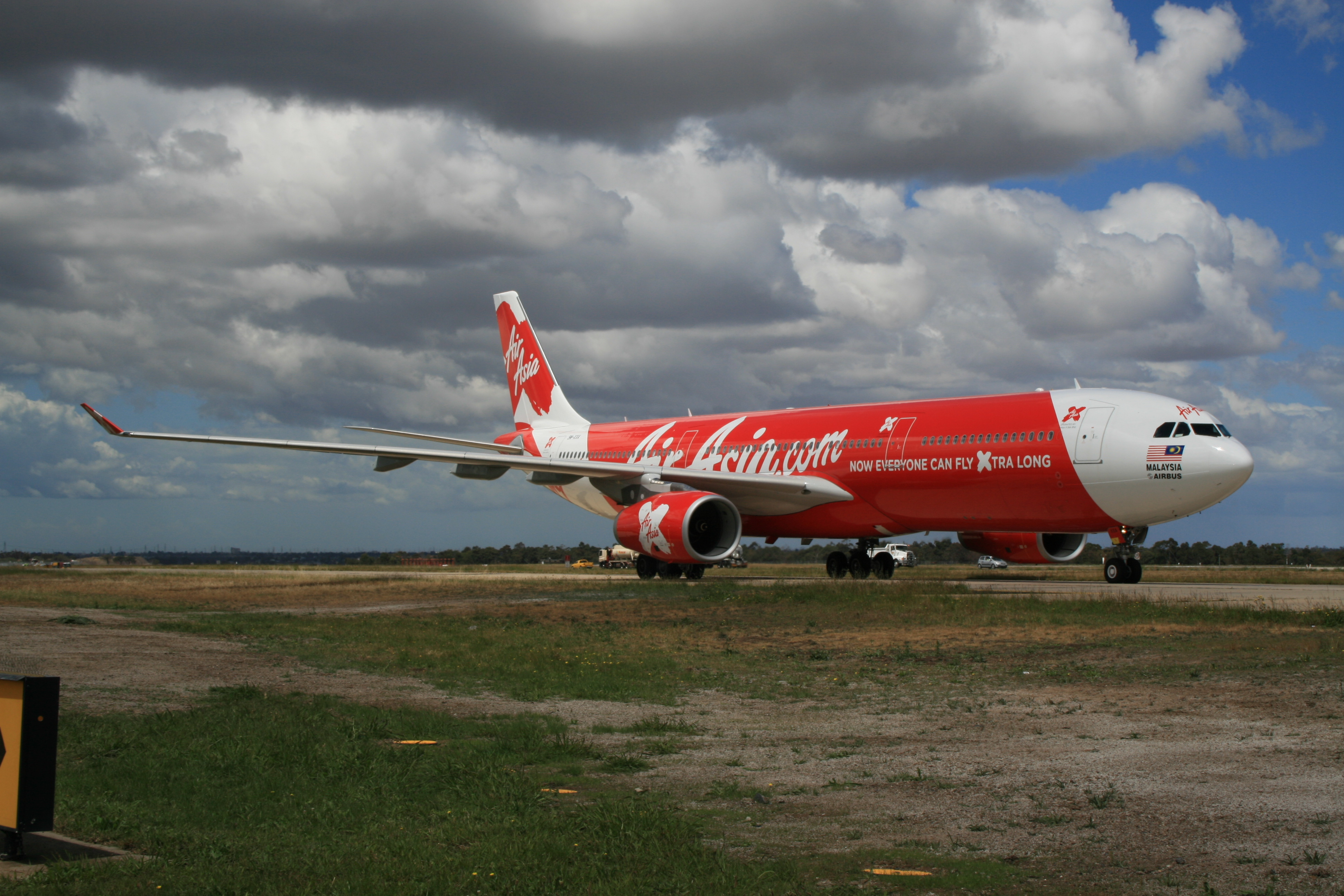
Airbus A330-300 авіакомпанії AirAsia X на рулюванні в аеропорту Мельбурна

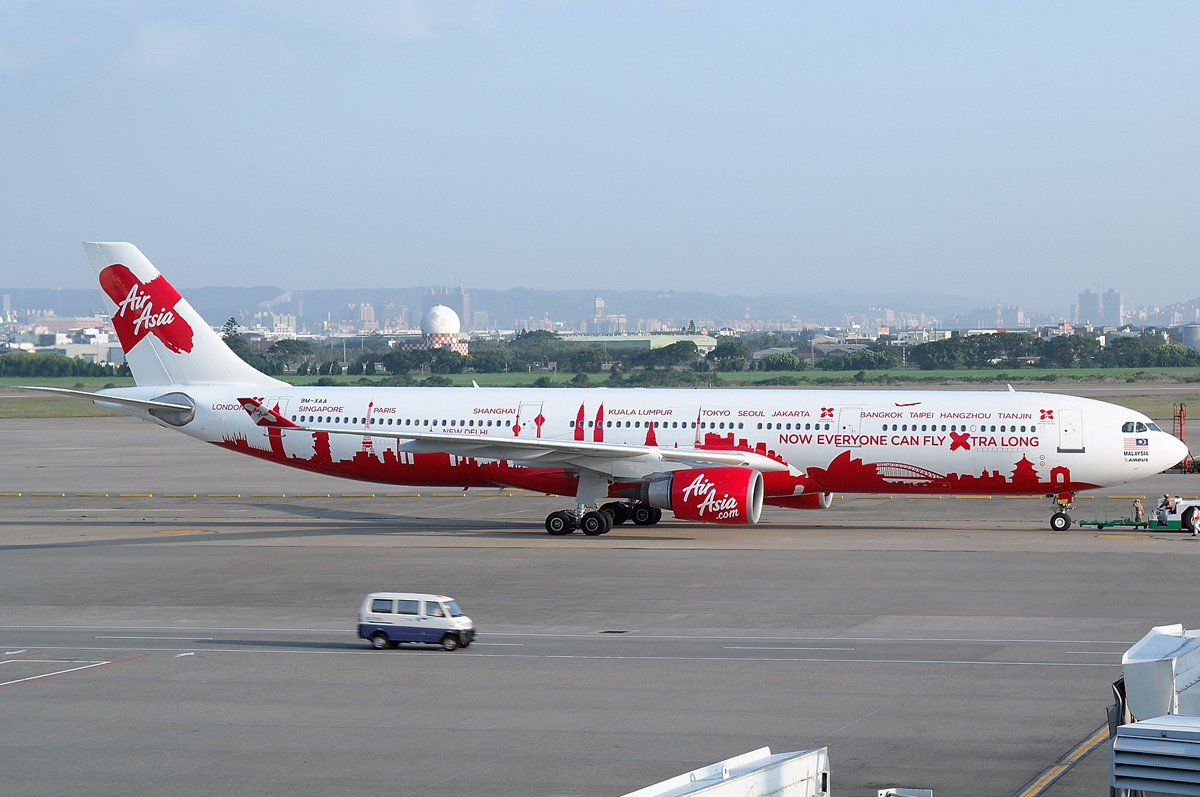
Airbus A330-300 авіакомпанії AirAsia X в міжнародному аеропорту Таоюань (Тайвань)

Роком раніше в Малайзії розпочала роботу невелика авіакомпанія FlyAsianXpress (FAX), штаб-квартира якої знаходилася у штаті Серавак. Маршрутна мережа перевізника складалася головним чином з коротких регулярних і чартерних рейсів, що стикувалися у вузлових аеропортах з рейсами національної авіакомпанії Malaysia Airlines. Після виходу флагмана з кількох місцевих маршрутів в Східній Малайзії регулярні перевезення за цими напрямами стала виконувати FlyAsianXpress, яка працювала субпідрядником іншої великої авіакомпанії AirAsia.
Перший рейс FAX був виконаний 1 серпня 2006 року. В цілому, авіакомпанія не позиціювала себе, як бюджетного перевізника, однак використовувала ряд напрацювань дискаунтера AirAsia для зниження вартості перевезень: замовлення квитків по телефону та через мережу Internet, система безквиткової реєстрації на рейси та інші.
Через кілька днів після початку регулярних перевезень діяльність FlyAsianXpress зазнала жорсткої критики з боку пасажирів, державних службовців і співробітників компаній зі сфери туристичної індустрії. Основна претензія критиків полягала у твердженні про те, що авіакомпанія, яка працює на турбогвинтових літаках і має субсидії від уряду країни, не повинна продавати квитки дорожче, ніж раніше літала по тим же маршрутам Malaysia Airlines. Причиною для іншої масової претензії став низький рівень сервісного обслуговування клієнтів, у тому числі і раптові скасування рейсів без попереднього повідомлення пасажирів. Реагуючи на висунуті зауваження, FlyAsianXpress була змушена скорегувати власний маршрутний розклад, заклавши в нього можливі випадки незапланованих ремонтів літаків Fokker 50.
11 квітня 2007 року генеральний директор AirAsia Тоні Фернандес розголосив деталі пропозиції щодо передачі місцевих маршрутів з FlyAsianXpress в авіакомпанію Firefly, яка була дочірньою компанією флагмана Malaysia Airlines. Фернандес назвав цю пропозицію «логічною і потрібною», оскільки місцеві перевезення, на його думку, повинні перебувати під крилом у національній авіакомпанії, дочірній підрозділ якої використовує необхідні для обслуговування цих маршрутів турбогвинтові літаки. 26 квітня того ж року уряд штату офіційно оголосило про передачу рейсів в Malaysia Airlines і запевнив, що готовий оплачувати фінансові втрати, які можуть виникнути при зміні оператора маршрутів. Керівництво національної авіакомпанії зі свого боку заявило про початок рейсів на місцевих напрямках, що обслуговуються FlyAsianXpress, з 1 жовтня 2007 року, а також вказало на те, що оператором даної маршрутної мережі буде інший дочірній підрозділ MASwings.
Після виходу FlyAsianXpress з місцевих перевезень її діяльність була повністю реструктуризована: компанія змінила власну назву на AirAsia X і переорієнтувалася на далекомагістральні комерційні маршрути в рамках моделі бюджетних авіаперевезень.

## Акціонери компанії
Станом на 14 лютого 2008 року 48% акцій AirAsia X належало інвестиційній групі Aero Ventures, бізнесмена Тоні Фернандеса, ряду малайзійських підприємців і флагманській авіакомпанії Канади Air Canada. 16-ма відсотками акцій володів великий холдинг Virgin Group і стільки ж акцій належало іншому холдингу AirAsia. Інші 20% акцій авіакомпанії були придбані за 250 мільйонів малайзійських рінггітів компаніями Manara Consortium з Бахрейну і Orix Corp з Японії.

## Маршрутна мережа

### Плани з розвитку

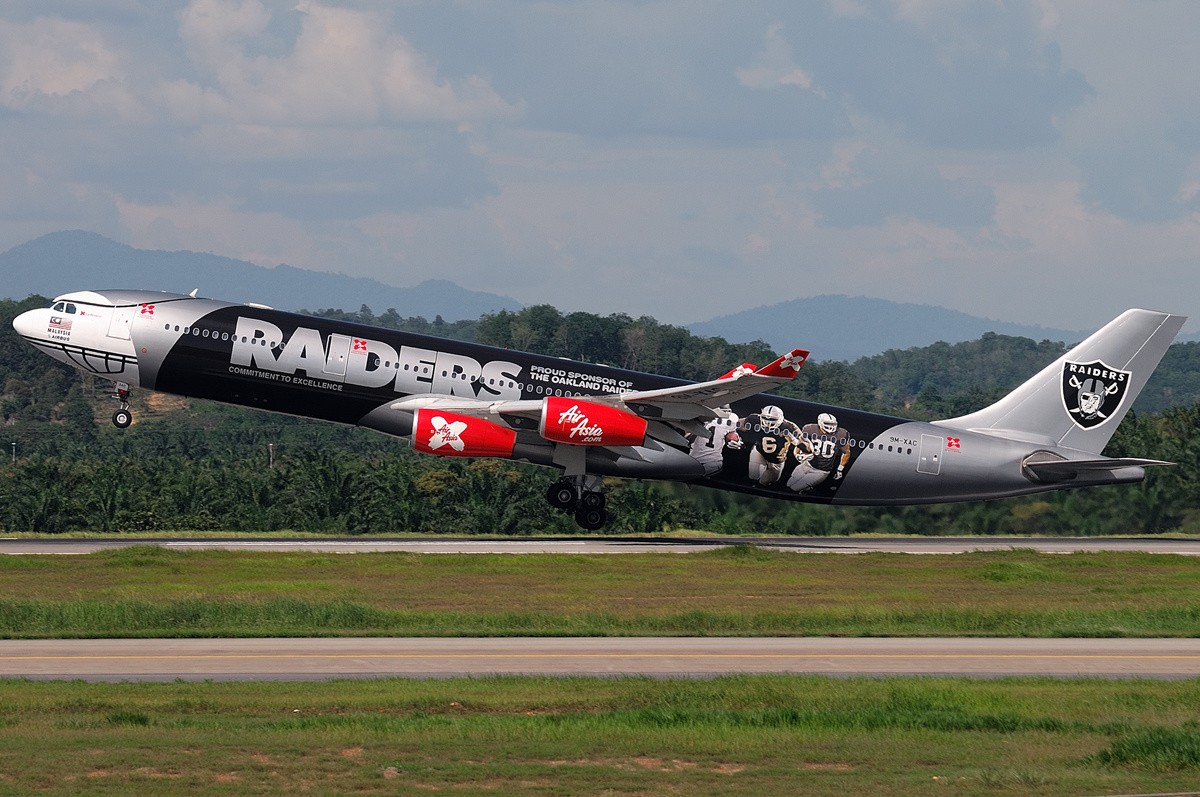
Airbus A340-313X авіакомпанії AirAsia X (реєстраційний 9M-XAC) в Міжнародному аеропорту Куала-Лумпура

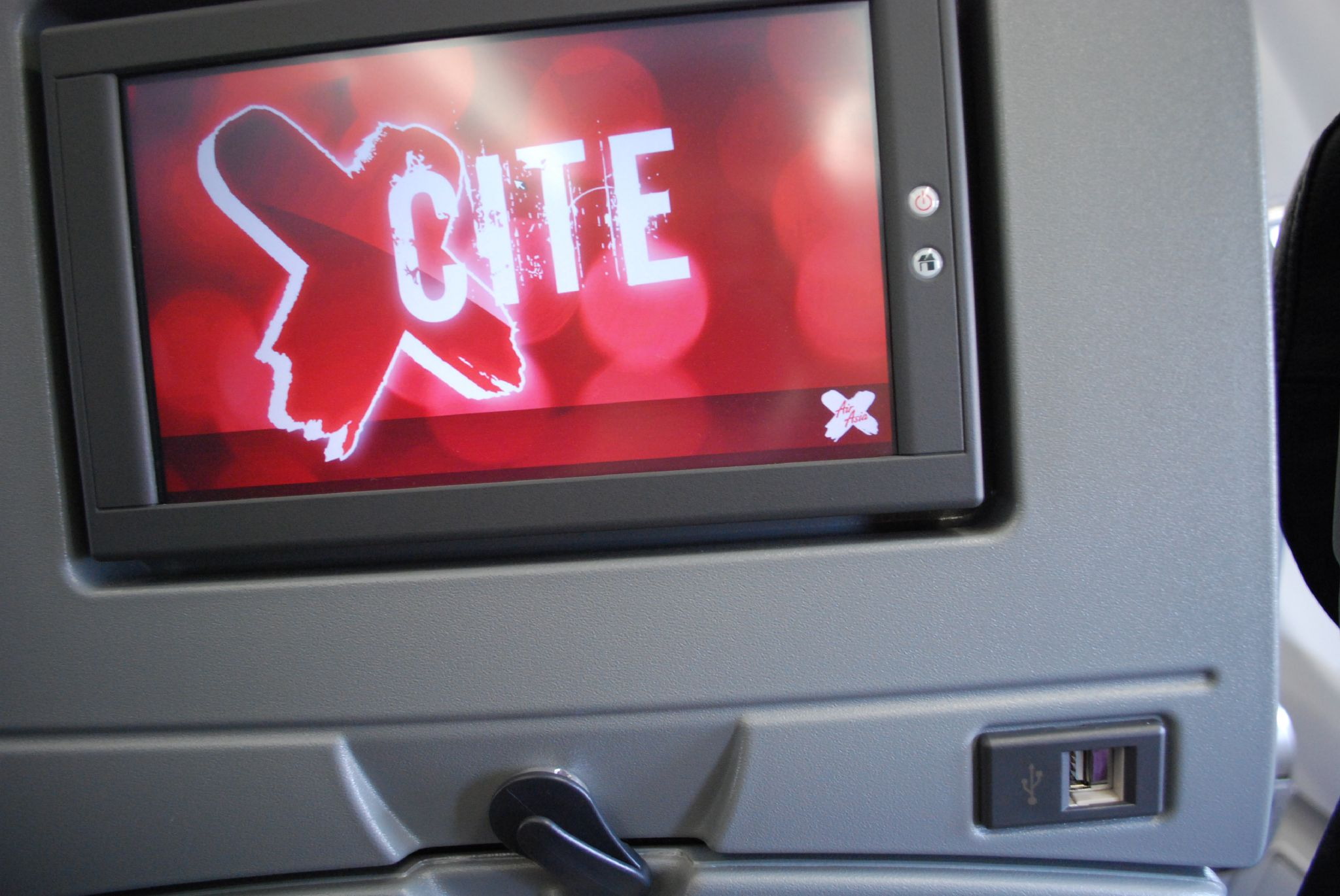
Екран системи розваг в польоті XCITE, рейс авіакомпанії AirAsia X

У 2011 році флот AirAsia X поповнився 12-ма літаками Airbus A330. Компанія розраховує перенести обслуговування власних рейсів в новий термінал 2 міжнародного аеропорту Куала-Лумпур, відкриття якого заплановано на квітень 2012 року.
У червні 2011 року AirAsia X отримала дозвіл уряду країни на здійснення регулярних перевезень з Куала-Лумпура на шести нових міжнародних напрямках: у Пекін, Шанхай, Осаку, Джідду, Стамбул і Сідней. Авіакомпанія також планує отримати дозвіл на відкриття маршрутів в аеропорти китайських міст Сіань, Ухань і Шеньян. На початку 2012 року AirAsia X оголосила про наміри запустити регулярні рейси в Африку, а також розширити маршрутну мережу перевезень в аеропорти Японії та Австралії.
24 жовтня 2011 року керівництво авіакомпанії повідомило про завершення з 31 березня наступного року регулярних перевезень з Куала-Лумпура в лондонський аеропорт Гатвік.
12 січня 2012 року AirAsia X заявила про припинення регулярних перевезень з Малайзії в Делі, Мумбаї, Лондон і Париж, посилаючись на високі ціни на авіапаливо, непомірні податки і істотне зниження попиту на туристичні напрямки. Керівництво авіакомпанії підкреслило, що центр ваги в маршрутній мережі перевізника збережеться на маршрутах між Малайзією і Австралією і повідомило про відкриття з 1 квітня рейсів в Сідней і Аделаїду, а також про збільшення з 1 червня 2012 року частоти польотів з Куала-Лумпура в Перт і Тайбей.

## Флот
Станом на травень 2016 року, флот авіакомпанії AirAsia X складався з наступних літаків:
| Літак              | У флоті | Замовлено | Пасажири | Пасажири | Пасажири | Примітки                          |
| Літак              | У флоті | Замовлено | P        | Y        | Разом    | Примітки                          |
| ------------------ | ------- | --------- | -------- | -------- | -------- | --------------------------------- |
| Airbus A330-300    | 31      | —         | 12       | 365      | 377      |                                   |
| Airbus A330-900neo | —       | 66        | н/д      | н/д      | н/д      | Поставки заплановано у 2018 році. |
| Airbus A350-900    | —       | 10        | н/д      | н/д      | 425      | Поставки заплановано у 2018 році. |
| Разом              | 31      | 76        |          |          |          |                                   |